# ベルニクス
株式会社ベルニクスは、埼玉県さいたま市南区に本社を置く、先端電源技術を扱う企業である。海外製品の代理店・OEMなども行なっている。社名ロゴはBellnixとなっている。

## 概要
従業員は本社に92名、協力工場に173名となっている。本社やテクニカルセンターは創業地のさいたま市南区根岸に集中している。

## 沿革
- 1978年6月 - 現代表:鈴木正春が浦和市根岸にミニコンピュータ応用製品の設計開発を目的にベルニクスを創立。資本金200万円。
- 1983年11月 - 事業規模拡大に伴い、工場を大宮市片柳に移転。
- 1987年1月 - 事業規模拡大に伴い、工場を浦和市根岸に再移転｡
- 1989年1月 - 浦和市根岸に本社ビルを建設。
- 1994年6月 - 浦和市根岸に第二工場を建設。
- 2007年7月 - 新工場・研究棟が完成。
- 2009年11月 - Bellnix Americaをアメリカ合衆国サンノゼ市に設立した。
- 2010年11月 - ドイツミュンヘンで開催のElectronica2010に出展。
- 2015年1月 - 新テクニカルセンタービルが完成。
- 2015年2月 - 世界で初めて非接触給電による電動自転車の実証実験に成功。

## 所在地
本社
- 埼玉県さいたま市南区根岸5-7-8

テクニカルセンター
- 埼玉県さいたま市南区根岸5-6-1

テクニカルセンター別館
- 埼玉県さいたま市南区根岸4-17-14

## 製品
- DC-DCコンバータ用MCM-IC
- POL DC-DCコンバータ
- 絶縁型 DC-DCコンバータ
- 中高圧 DC-DCコンバータ
- AC-DC電源
- 特注電源

## 設計実績
- 短距離ミサイル用DC-DCコンバータ
- N-IIロケット用放射線観測用高圧電源
- 成田国際空港管制レーダー用電源システム
- ニュートリノ観測用高電圧電源
- 東海道・上越・東北新幹線列車無線用電源装置
- 南極昭和基地レーダー用高圧電源